# Einar Aaron Swan
Einar Aaron Swan, né Einar William Swan le 20 mars 1903 dans le Massachusetts et décédé le 8 août 1940 à Greenwood Lake (New York), est un musicien, compositeur et arrangeur américain. 

## Biographie
Né de parents finlandais qui avaient émigrés aux États-Unis à la fin du XIXe siècle, Einar est le deuxième enfant sur une famille qui en compte neuf. Son père est musicien amateur et avant son adolescence Einar jouait déjà du violon, de la clarinette, du saxophone et du piano. À l'âge de 16 ans Einar joue dans son propre orchestre de danse, le Swanie's Serenaders et voyage dans le Massachusetts pendant trois ans. Son principal instrument est le violon mais il pratique également le saxophone alto.
Vers 1924, le chef d'orchestre Sam Lanin invite Swan à rejoindre son orchestre au célèbre Roseland Ballroom de New York, et Swan joue alors avec des musiciens de premier plan comme le cornettiste Red Nichols et les membres du The Charleston Chasers, Vic Berton (batterie) et Joe Tarto (tuba) avec qui il commence rapidement à composer et à arranger des morceaux pour l'orchestre. Il commence également à organiser pour d'autres membres de l'orchestre Roseland Ballroom de Fletcher Henderson.
Après avoir passé cinq mois avec Lanin, Swan rejoint le groupe de Vincent Lopez en 1925 et participe à une tournée en Angleterre. À cette époque, Mike Mosiello, Xavier Cugat et son ancien partenaire Joe Tarto jouent également dans ce groupe. Peu après, le Bar Harbor Society Orchestra interprète le morceau Trail of Dreams qui est crédité à Swan et à Klage.
Vers les années 1930, Swan cesse de travailler en tant que musicien et se concentre sur les arrangements, il commence à travailler pour des programmes de radio et des leaders tels que Eddie Cantor, collaborateur de Dave Rubinoff et Paige Raymond.
En 1931 il écrit When Your Lover Has Gone, l'un des morceaux de la bande-son du film Blonde Crazy de James Cagney en 1931. La chanson devient un tube et a depuis été réinterprété par de nombreux artistes tels que Louis Armstrong, Ethel Waters, Billie Holiday, Sarah Vaughan ou Frank Sinatra.
Il compose en 1939 "In the Middle of a Dream" avec Tommy Dorsey et Al Stillman, qui a été enregistré plus tard par Glenn Miller et Red Norvo.
Swan se savait atteint d'hypertension depuis 1935. Il meurt cinq ans plus tard d'une hémorragie cérébrale des suites de cette maladie à Greenwood Lake, un village situé dans l'État de New York, à l'âge de 37 ans.

## Principales compositions
- Trail of Dreams (1926)
- When Your Lover Has Gone (1931)
- In the Middle of a Dream (1939)